# Huopalahti (stacja kolejowa)
Huopalahti (fiń. Huopalahden rautatieasema, szw. Hoplax järnvägsstation)  – stacja kolejowa w Helsinkach, w dzielnicy Etelä-Haaga (została nazwana po dawnej gminie Huopalahti, włączonej w obszar miasta w roku 1946). Stacja posiada 2 perony. Jest umieszczona ok. 6 km na północ od Dworca Centralnego w Helsinkach.
Pierwszy drewniany budynek dworca, zaprojektowany przez Bruno Granholma, powstał w 1902 roku. Obecny został zaprojektowany w 1914 roku przez Thure Hellströma i ukończony w 1921 roku.

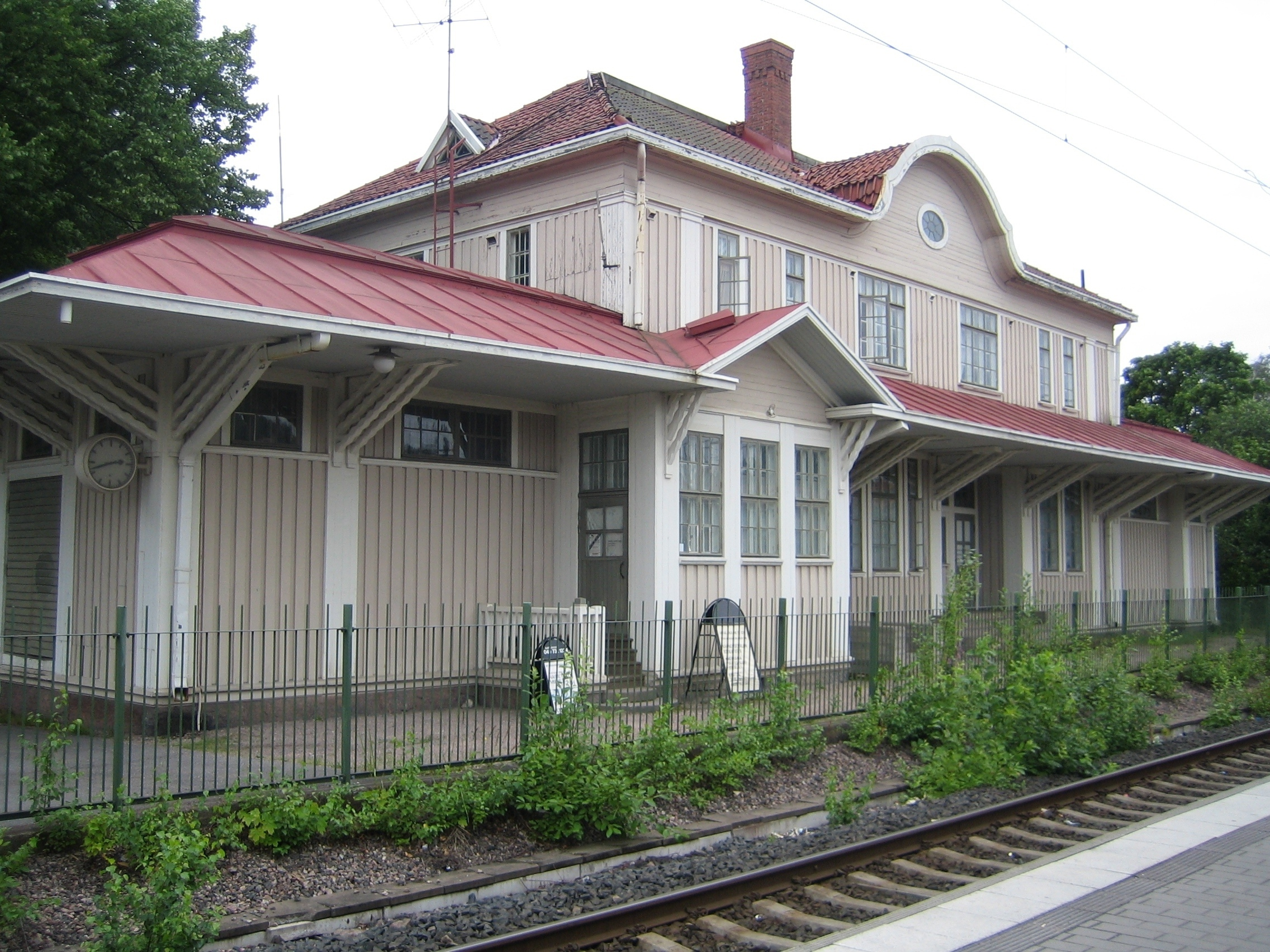